# Rafa Blas
Rafael Blas Martínez Carpena (Hellín, Albacete; 8 de noviembre de 1986) es un cantante español de música Rock y Heavy Metal. Famoso por ser ganador del concurso de versión española del programa La voz en 2012. Tras haberse hecho de renombre como solista y con algunas bandas de rock, en 2023 pasa a ser el vocalista principal del grupo madrileño de folk metal, Mägo de Oz.

## Trayectoria

### Televisión
Pamela Martínez Carpena, hermana de Rafa, lo inscribió en el casting de La voz de Telecinco, en su primera edición en España, donde tras pasar por varias rondas no televisadas llegó a las audiciones a ciegas. Apareció en televisión en el quinto programa. Interpretando Highway to hell de AC/DC, consiguió que los 4 coaches del programa se dieran la vuelta para ver quién era el dueño de semejante voz. Rafa se decantó por el Equipo de David Bisbal, que para aumentar la ansiedad de Rafa y de los televidentes, fue el último en pulsar el botón para girar su silla y ver al participante.
La siguiente fase fue la llamada 'Batallas', donde Rafa se enfrentó al cantante David Ros. Interpretaron a dúo la canción It's My Life, de Bon Jovi. Tras este 'enfrentamiento' David Bisbal decidió que Rafa pasara la ronda.
En la siguiente fase del programa llamada 'Los Directos' de La Voz, Rafa interpretó The Final Countdown del grupo Europe. La audiencia decidió que debía pasar la ronda. En esta misma gala, Rafa compartió escenario con sus compañeros de equipo Brequette Cassie y Nieves Hidalgo, donde interpretaron la canción Silencio junto con David Bisbal.
Para conseguir pasar a semifinales gracias a los votos de la audiencia, Rafa interpretó en esta ocasión la canción The Winner Takes It All de ABBA.
Rafa, interpretando Livin' on a Prayer de Bon Jovi, consiguió meterse en la final. En esta gala de semifinales David Bisbal, Paco Arrojo y Rafa interpretaron la canción de 'Aquí y ahora'.
En la gran final Rafa Blas interpretó la canción de Queen The Show Must Go On, con la que consiguió el gran triunfo final gracias a los votos de la audiencia.
En la Gala Final de La Voz España, destacó Rafa Blas a dúo con David Bisbal interpretando Hijo de la Luna un clásico del grupo Mecano en versión Balada-Heavy del grupo Stravaganzza. 
El galardón del concurso La Voz consiste en la grabación de un disco con Universal Music, como inicio de la carrera musical del artista.
Rafa Blas grabó su primer sencillo en 2013: Hijo de la Luna.
En mayo de 2016 participó en el concurso de talentos ¡Lévantate!, junto a su compañera de edición Mayka Barbero.
A finales de noviembre de 2016, su club de fanes dijo que era el primer confirmado que participaría en la preselección de España en el Festival de la Canción de Eurovisión 2017

### Grupos musicales
Empezó a tocar la guitarra desde joven. Su primer grupo fue uno local de Isso (pedanía española perteneciente al municipio de Hellín (Albacete) llamado Matavys. Con Matavys grabó el disco titulado Tu Destino, de estilo heavy melódico. Tras su paso por el grupo pasó a ser el cantante de Nocturnia, un grupo de power metal melódico de Toledo con la que grabó el disco Sin retorno en 2012. Después entró en la Orquesta "La Habana" donde estuvo un año actuando por toda España.
Para 2023, el guitarrista de Mägo de Oz, Víctor de Andrés (quien era colega suyo de tiempo atrás), le contacta cuando el grupo estaba en busca de un cantante como reemplazo de Zeta. El 2 de abril de 2023 se confirma a Rafa Blas como el nuevo cantante de Mägo de Oz.

## Discografía

### Con Matavys
- Componentes:
  - Salvador Sánchez - guitarra
  - José Juan Valenciano - guitarra
  - Juan Pinar - bajo
  - Alejandro Sánchez - batería
  - Rafa Blas - voz
- Discografía:
  - 2009 - Tu destino

### ConNocturnia
- Componentes:
  - Roberto Moreno - guitarra
  - Salvador González - guitarra
  - César Arroyo - bajo
  - José Gómez-Sellés - teclados
  - José Roldán - batería
  - Rafa Blas - voz
- Discografía
  - 2012 - Sin retorno

### ConMägo de Oz
- Discografía:
  - 2024 - Alicia en el Metalverso
  - 2025 - TBA

### En solitario
- Componentes:
  - Pepe Herrero - producción, arreglos orquestales y pianos
  - Matt de Vallejo - batería
  - Rafa Blas - voz
- Discografía:
  - 2013 - Mi voz (Universal Music)
    - 1.Vivir morir
    - 2.Sigo aquí
    - 3.Aquí y ahora
    - 4.Brindaré por ti
    - 5.En la oscuridad
    - 6.Noches de blanco satén
    - 7.Sin pedir nada a cambio
    - 8.Quédate conmigo
    - 9.A quién le importa
    - 10.Náufrago
    - 11.Hijo de la Luna

  - 2015 - Sin Mirar Atrás (Maldito Records)
    - 1.“Soy yo”
    - 2.“Un día más” ”
    - 3.“Sin ti no soy nada”
    - 4.“Hoy tengo ganas de ti”
    - 5.“Grita”
    - 6.“Ilusión”
    - 7.“Getsemaní”
    - 8.“Nada que temer”
    - 9.“Sin final”
    - 10.“Mi locura”
    - 11.“Tú y Yo ”
    - 12.“Una lágrima ”
    - 13.“Quijote”
    - 14.“Quijote (Versión Orquestal)”

- Sencillos/videografía:
  - "Hijo de la luna" - 2013
  - "Vivir morir" - 2013
  - "Sigo aquí" - 2013
  - "Sin ti no soy nada" - 2014
  - "Hoy tengo ganas de ti" - 2015
  - "Soy yo" - 2015
  - "Últimas cartas" - 2017
  - "Eloise" - 2017
  - "It's Your Time" - 2017
  - "You're My Heart, You're My Soul" - 2018
  - "Fire In My Heart" - 2019